# Comuna de Wisznice
Wisznice (polaco: Gmina Wisznice) é uma gminy (comuna) na Polónia, na voivodia de Lublin e no condado de Bialski. A sede do condado é a cidade de Wisznice.
De acordo com os censos de 2004, a comuna tem 5541 habitantes, com uma densidade 30,3 hab/km².

## Área
Estende-se por uma área de 173 km², incluindo:
- área agrícola: 72%
- área florestal: 21%

## Demografia
Dados de 30 de Junho 2004:
|                      | Total   | Total | Mulheres | Mulheres | Homens  | Homens |
| -------------------- | ------- | ----- | -------- | -------- | ------- | ------ |
|                      | pessoas | %     | pessoas  | %        | pessoas | %      |
| População            | 5249    | 100   | 2689     | 51,2     | 2560    | 48,8   |
| Densidade (pop./km²) | 30,3    | 100   | 15,5     | 15,5     | 14,8    | 14,8   |

De acordo com dados de 2002, o rendimento médio per capita ascendia a 1377,43 zł.

## Subdivisões
- Curyn, Dołholiska, Dubica Dolna, Dubica Górna, Horodyszcze, Kolonia Wisznice, Łyniew, Małgorzacin, Marylin, Polubicze Dworskie, Polubicze Wiejskie, Ratajewicze, Rowiny, Wisznice, Wygoda.

## Comunas vizinhas
- Jabłoń, Komarówka Podlaska, Łomazy, Milanów, Podedwórze, Rossosz, Sosnówka